# Burgwall Waldsieversdorf

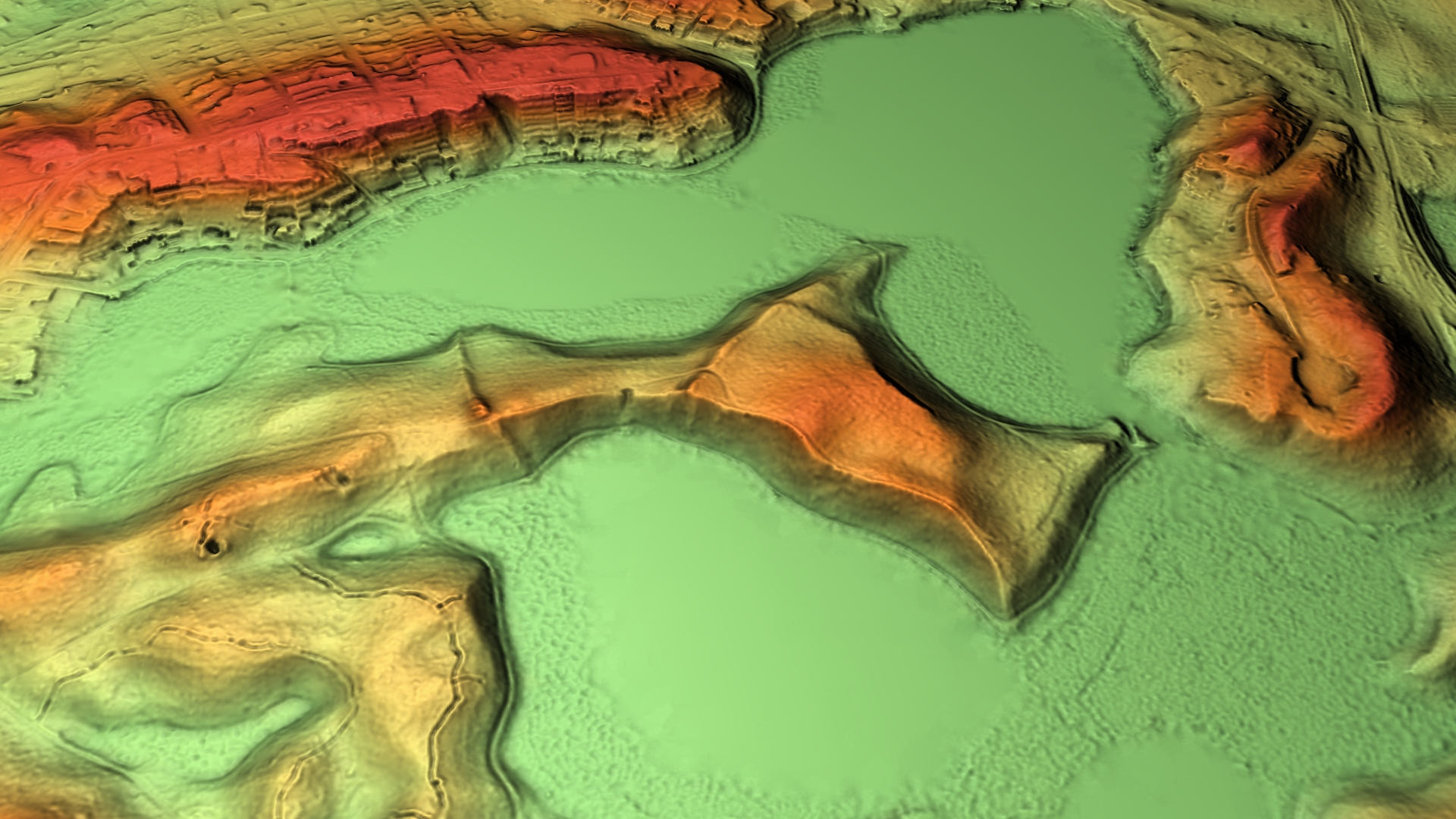
3D-Ansicht des digitalen Geländemodells

Der Burgwall von Waldsieversdorf, einer Gemeinde im Landkreis Märkisch-Oderland in Brandenburg, liegt südöstlich des Ortes auf einer bewaldeten Anhöhe zwischen dem Großen und kleinen Däbersee. Es handelt sich um den Burgstall eines slawischen Burgwalls.
Das Bodendenkmal besteht aus zwei Erdwällen, die einen Feind von Westen kommend abwehren sollten. Die gesamte Burgfläche beträgt etwa 3,5 Hektar. Die Höhenburg ist eine klassische Burg der Feldberger Burgen, bestehend aus Vor- und Hauptburg. Dieser Burgentyp existierte nur in der altslawischen Zeit des 7. bis 9. Jahrhunderts und stellte den befestigten Rückzugsort der in der Nähe lebenden Bevölkerung dar. Im 9. Jahrhundert wurde die große Volksburg, wie die meisten anderen Anlagen jener Zeit, aufgegeben. Ausgrabungen erbrachten Keramikscherben, Wetzsteine, Tierknochen und eine eiserne Sichel. In der Burg hatten bis zu 1000 Personen ausreichend Platz.